# Christian Ried

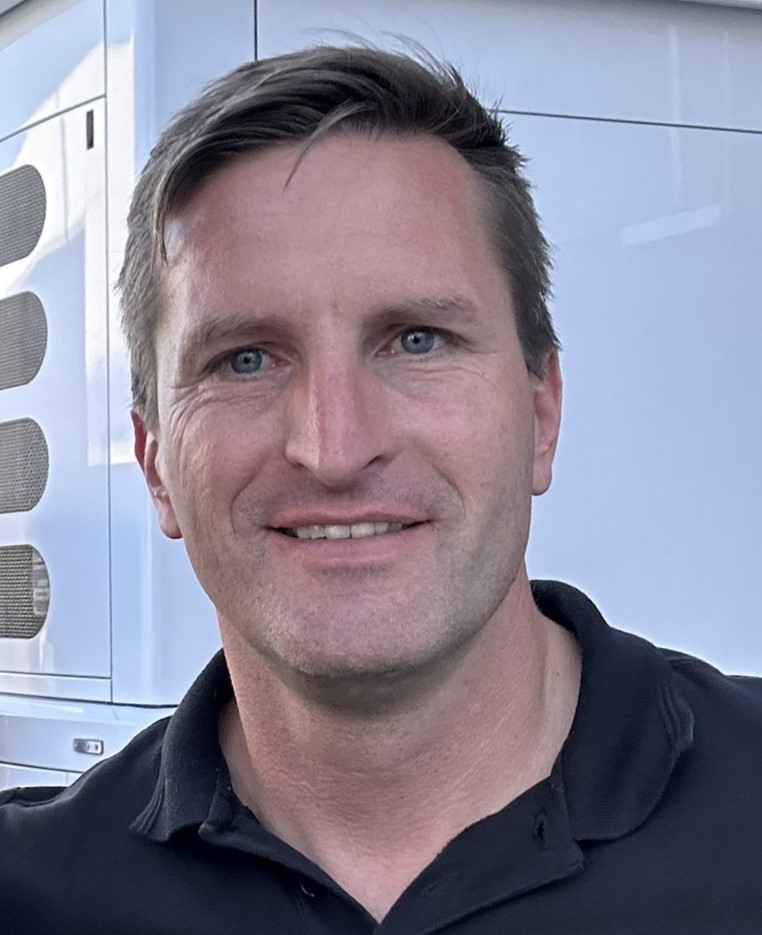
Christian Ried 2023

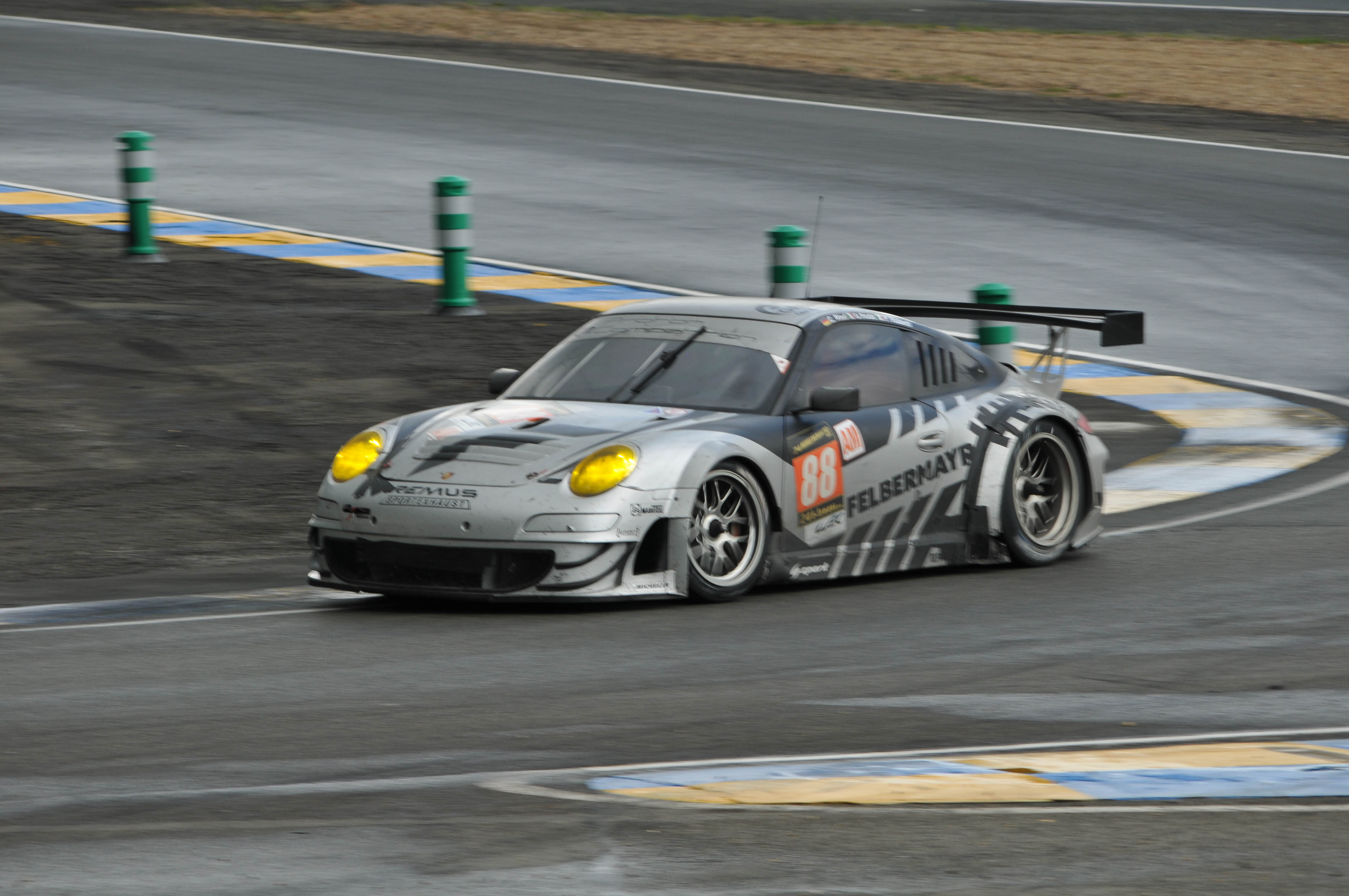
Der Proton-Competition-Porsche 997 GT3 RSR von Christian Ried 2013 in Le Mans

Christian Ried (* 24. Februar 1979 in Biberach an der Riß) ist ein deutscher Automobilrennfahrer und Unternehmer. Er ist der Vater von Jonas Ried. 

## Unternehmer
Christian Ried ist der Sohn von Gerold Ried, der 1996 die PROTON Competition Fahrzeugvermietung gründete, die sich mit der Wartung und Vermietung von Porsche-GT-Rennfahrzeugen für nationale und internationale Rennserien beschäftigt. Gemeinsam mit seinem Bruder Michael führt Christian Ried inzwischen das Unternehmen.
Unter dem Namen Proton Competition ist das Unternehmen auch als Rennteam im internationalen Motorsport tätig und kann seit den ersten Renneinsätzen 1996 eine Fülle an Erfolgen vorweisen. Seit 2015 wickelt das Team die Renneinsätze von Patrick Dempsey und Dempsey Racing sowie Abu-Dhabi-Racing in der FIA-Langstrecken-Weltmeisterschaft ab.

## Karriere als Rennfahrer
Als Fahrer begann Ried seine Karriere 1996 in der Global-GT-Meisterschaft. 1999 ging er in der FIA-GT-Meisterschaft an den Start und wurde gemeinsam mit seinem Vater Achter beim 500-km-Rennen von Zolder und beim 500-km-Rennen von Zhuhai. Ab der Saison 2000 kamen zu den Rennen in dieser Meisterschaft auch Starts in der American Le Mans Series. 2004 und 2005 wurde er jeweils Gesamtsiebter in der N-GT-KLasse bzw. GT2-Klasse der FIA-GT-Meisterschaft.
Sein größter internationaler Erfolg, den er in einer Rennserie herausfahren konnte, ist der zweite Gesamtrang in der GTE-Klasse der European Le Mans Series 2013.
Christian Ried war beim 24-Stunden-Rennen von Daytona genauso am Start wie beim 24-Stunden-Rennen von Le Mans und dem 12-Stunden-Rennen von Sebring. In Sebring schaffte er 2012 mit dem 27. Rang auch den Klassensieg in der GT-Amateurwertung. 2018 gelang ihm in Le Mans ein weiterer Klassensieg.
Christian Ried ist der einzige Rennfahrer, der seit Einführung der FIA-Langstrecken-Weltmeisterschaft 2012 zwischen dem 12-Stunden-Rennen von Sebring 2012 und dem 8-Stunden-Rennen von Bahrain 2023 alle 85 Weltmeisterschaftsläufe bestritten hatte. Nachdem er nach dem Ablauf der Saison 2023 seinen Rücktritt als Fahrer bekannt gab, blieb dieser Rekord ein Alleinstellungsmerkmal.
Beim 6-Stunden-Rennen von São Paulo 2024 gab er ein Comeback und ersetzte im eigenen Team den verhinderten Giorgio Roda. 2025 nahm er seine Fahreraktivitäten wieder auf und fuhr in der Weltmeisterschaft einen Mercedes-AMG GT3 von Iron Lynx.

## Statistik

### Le-Mans-Ergebnisse
| Jahr | Team                    | Fahrzeug            | Teamkollege             | Teamkollege             | Platzierung             | Ausfallgrund    |
| ---- | ----------------------- | ------------------- | ----------------------- | ----------------------- | ----------------------- | --------------- |
| 2006 | Sebah Automotive Ltd.   | Porsche 911 GT3 RSR | Xavier Pompidou         | Thorkild Thyrring       | Ausfall                 | Achslager       |
| 2011 | Proton Competition      | Porsche 911 RSR     | Horst Felbermayr senior | Horst Felbermayr junior | Ausfall                 | Unfall          |
| 2012 | Team Felbermayr-Proton  | Porsche 997 GT3 RSR | Paolo Ruberti           | Gianluca Roda           | Ausfall                 | Getriebeschaden |
| 2013 | Proton Competition      | Porsche 997 GT3 RSR | Paolo Ruberti           | Gianluca Roda           | Rang 35                 |                 |
| 2014 | Proton Competition      | Porsche 911 RSR     | Klaus Bachler           | Khaled Al Qubaisi       | Rang 21                 |                 |
| 2015 | Abu Dhabi-Proton Racing | Porsche 911 RSR     | Klaus Bachler           | Khaled Al Qubaisi       | Ausfall                 | Wagenbrand      |
| 2016 | KCMG                    | Porsche 911 RSR     | Wolf Henzler            | Joël Camathias          | Rang 41                 |                 |
| 2017 | Dempsey-Proton Racing   | Porsche 911 RSR     | Marvin Dienst           | Matteo Cairoli          | Rang 34                 |                 |
| 2018 | Dempsey Proton Racing   | Porsche 911 RSR     | Julien Andlauer         | Matt Campbell           | Rang 25 und Klassensieg |                 |
| 2019 | Dempsey Proton Racing   | Porsche 911 RSR     | Julien Andlauer         | Matt Campbell           | Rang 34                 |                 |
| 2020 | Dempsey-Proton Racing   | Porsche 911 RSR     | Riccardo Pera           | Matt Campbell           | Rang 25                 |                 |
| 2021 | Dempsey-Proton Racing   | Porsche 991 RSR-19  | Jaxon Evans             | Matt Campbell           | Rang 31                 |                 |
| 2022 | Dempsey-Proton Racing   | Porsche 991 RSR-19  | Sebastian Priaulx       | Harry Tincknell         | Rang 47                 |                 |
| 2023 | Dempsey-Proton Racing   | Porsche 911 RSR-19  | Julien Andlauer         | Mikkel Pedersen         | Ausfall                 | Unfall          |

### Sebring-Ergebnisse
| Jahr | Team                   | Fahrzeug            | Teamkollege   | Teamkollege   | Platzierung             | Ausfallgrund |
| ---- | ---------------------- | ------------------- | ------------- | ------------- | ----------------------- | ------------ |
| 2011 | Proton Competition     | Porsche 997 GT3 RSR | Gianluca Roda | Richard Lietz | Rang 36                 |              |
| 2012 | Team Felbermayr Proton | Porsche 997 GT3 RSR | Gianluca Roda | Paolo Ruberti | Rang 27 und Klassensieg |              |

### Einzelergebnisse in der FIA-Langstrecken-Weltmeisterschaft
| Saison  | Team                  | Rennwagen           | 1   | 2   | 3   | 4   | 5   | 6   | 7   | 8   | 9   |
| ------- | --------------------- | ------------------- | --- | --- | --- | --- | --- | --- | --- | --- | --- |
| 2012    | Felbermayr-Proton     | Porsche 997 GT3 RSR | SEB | SPA | LEM | SIL | SAO | BAH | FUJ | SHA |     |
| 2012    | Felbermayr-Proton     | Porsche 997 GT3 RSR | 27  | 24  | DNF | 25  | 20  | 17  | 23  | 20  |     |
| 2013    | Proton Competition    | Porsche 997 GT3 RSR | SIL | SPA | LEM | SAO | AUS | FUJ | SHA | BAH |     |
| 2013    | Proton Competition    | Porsche 997 GT3 RSR | 24  | 26  | 35  | 16  | 21  | 19  | 21  | DNF |     |
| 2014    | Proton Competition    | Porsche 911 RSR     | SIL | SPA | LEM | AUS | FUJ | SHA | BAH | SAO |     |
| 2014    | Proton Competition    | Porsche 911 RSR     | 18  | 22  | 21  | 20  | 20  | 24  | 21  | 16  |     |
| 2015    | Proton Racing         | Porsche 911 RSR     | SIL | SPA | LEM | NÜR | AUS | FUJ | SHA | BAH |     |
| 2015    | Proton Racing         | Porsche 911 RSR     | 21  | 27  | DNF | 28  | 22  | 27  | 28  | 28  |     |
| 2016    | KCMG                  | Porsche 911 RSR     | SIL | SPA | LEM | NÜR | MEX | AUS | FUJ | SHA | BAH |
| 2016    | KCMG                  | Porsche 911 RSR     | 26  | 22  | 41  | DNF | 24  | 23  | 26  | 26  | 27  |
| 2017    | Dempsey-Proton Racing | Porsche 911 RSR     | SIL | SPA | LEM | NÜR | MEX | AUS | FUJ | SHA | BAH |
| 2017    | Dempsey-Proton Racing | Porsche 911 RSR     | 22  | 26  | 34  | 22  | 21  | 24  | 21  | 23  | 24  |
| 2018/19 | Dempsey-Proton Racing | Porsche 911 RSR     | SPA | LEM | SIL | FUJ | SHA | SEB | SPA | LEM |     |
| 2018/19 | Dempsey-Proton Racing | Porsche 911 RSR     | 24  | 25  | 17  | DNF | 21  | 20  | 25  | 34  |     |
| 2019/20 | Dempsey-Proton Racing | Porsche 911 RSR     | SIL | FUJ | SHA | BAH | AUS | SPA | LEM | BAH |     |
| 2019/20 | Dempsey-Proton Racing | Porsche 911 RSR     | 22  | 23  | 29  | 24  | 24  | 16  | 25  | 20  |     |
| 2021    | Dempsey-Proton Racing | Porsche 991 RSR     | SPA | POR | MON | LEM | BAH | BAH |     |     |     |
| 2021    | Dempsey-Proton Racing | Porsche 991 RSR     | DNF | DNF | 23  | 31  | 18  | 20  |     |     |     |
| 2022    | Dempsey-Proton Racing | Porsche 911 RSR     | SEB | SPA | LEM | MON | FUJ | BAH |     |     |     |
| 2022    | Dempsey-Proton Racing | Porsche 911 RSR     | 25  | 21  | 47  | 20  | DNF | 30  |     |     |     |
| 2023    | Dempsey-Proton Racing | Porsche 911 RSR-19  | SEB | POR | SPA | LEM | MON | FUJ | BAH |     |     |
| 2023    | Dempsey-Proton Racing | Porsche 911 RSR-19  | 18  | 27  | 29  | DNF | 22  | 28  | 27  |     |     |
| 2024    | Proton Competition    | Ford Mustang GT3    | KAT | IMO | SPA | LEM | SAO | AUS | FUJ | BAH |     |
| 2024    | Proton Competition    | Ford Mustang GT3    |     |     |     |     | 31  |     | 28  |     |     |
| 2025    | Iron Lynx             | Mercedes-AMG GT3    | KAT | IMO | SPA | LEM | SAO | AUS | FUJ | BAH |     |
| 2025    | Iron Lynx             | Mercedes-AMG GT3    | DNF | 31  |     |     |     |     |     |     |     |